# Edvard Heckscher
Edvard Heckscher, född den 10 april 1831 i Köpenhamn, död den 31 januari 1910 i Stockholm, var en dansk-svensk affärsman, farbror till Isidor Heckscher.
Heckscher var verkställande direktör i Industrikreditaktiebolaget i Stockholm 1870-1907. Utöver en donation till grundläggning av Stockholms högskolas juridiska fakultet donerade han 1905 till fullbordande av högskolans byggnad 358 000 kronor. I testamente av 1908 donerade han och hans hustru Sophie, född Rubenson (1841-1918) till Handelshögskolan i Stockholm 200 000 kronor, till Centralförbundet för socialt arbete 100 000 kronor samt till ett antal sjukvårdsanstalter och välgörenhetsanstalter omkring 120 000 kronor, varefter den till 1 1/2 miljon kronor uppskattade huvuddelen av den återstående förmögenheten tillföll Stockholms högskola.